# 彭笑千
彭笑千（1897年—1980年），字效骞，原名其峰、其汝，男，安徽萧县人，中国政治人物，曾任河南省人民委员会副省长，河南省政协副主席。